# Giovanna d’Arco
A Giovanna d’Arco (Jeanne d'Arc, Az orléans-i szűz) Giuseppe Verdi egyik háromfelvonásos operája. Szövegkönyvét Temistocle Solera írta valószínűleg Schiller Die Jungfrau von Orleans drámája alapján. Solera mindvégig tagadta, hogy Schiller drámáját dolgozta volna át, és a történetet saját ötletének tekintette. Ősbemutatójára 1845. február 15-én került sor a milánói Scala operaházban.

## Szereplők
| Szereplő                                                   | Hangfekvés |
| ---------------------------------------------------------- | ---------- |
| Giovanna (Johanna)                                         | szoprán    |
| VII. Károly, Franciaország királya                         | tenor      |
| Giacomo, pásztor, Giovanna apja                            | bariton    |
| Talbot, angol tengernagy                                   | basszus    |
| Delil, francia kapitány                                    | tenor      |
| Francia és angol katonák; francia nép; angyalok és ördögök |            |

## Cselekmény
Helyszín: Franciaország (Domrémy, Reims)
Idő: 1429

### Prológus
Első kép
Nagyterem Domrémy várában
A király az álmában megjelenő oltárról mesél a falu lakosságának, mely előtt fel kell ajánlania sisakját és kardját a Szűzanyának. A falusiak szerint az oltár gonosz szellemek műve.
Második kép
Mária-kép az erdőben
Johanna imádkozik a kép előtt, és úgy érzi, fontos feladatot kapott Istentől: Franciaország megmentését az angoloktól. Bátorságot önt Károlyba, és felajánlja segítségét. Apja, Giacomo, aki kihallgatta beszélgetésüket, eltaszítja magától a lányt.

### Első felvonás
Első kép
Az angol tábor Reims közelében
Az angol katonák értesültek Johanna szent küldetéséről, és félnek a háborútól. Giacomo, mivel azt hiszi, Károly elcsábította, bosszút akar állni a királyon, és ezért kész kiszolgáltatni Johannát az angoloknak.
Második kép
A királyi palota kertje
Az angolokkal való sikeres összecsapás után Johanna vissza szeretne térni szülőföldjére. Károly szerelmet vall neki, és megkéri, hogy helyezze fejére a koronát. Johanna elbizonytalanodik, mivel fél, hogy a földi szerelem ereje győzni fog az égi felett.

### Második felvonás
Tér a reimsi katedrális előtt
Miközben a nép Johannát dicsőíti, Giacomo a lányát boszorkánysággal, Károlyt pedig istenkáromlással vádolja. Johanna bűnösnek érzi magát, ezért nem védekezik, ezzel kiváltja a nép haragját. Giacomo átadja lányát az angol katonáknak.

### Harmadik felvonás
Angol erőd a csatatér közelében
A börtönben Johanna szabadulásáért imádkozik, és Isten bocsánatáért. Giacomo segítségével, aki felismeri lánya ártatlanságát, kiszabadul, és győzelemre vezeti a francia seregeket. Megmenti Károlyt, de halálosan megsebesül. Utolsó perceiben a Domrémy-erdő Szűzanyájának szolgálatába ajánlja magát.

## Híres részletek
- Pondo è letal martirio – VII. Károly áriája (prológus)
- Sotto una quercia parvemi – VII. Károly áriája (prológus)
- Sempre all’alba ed alla sera – Giovanna áriája (prológus)
- So che per via dei triboli – Giacomo áriája (első felvonás)
- Franco son io – Giacomo áriája (első felvonás)
- O fatidica foresta – Giovanna áriája (első felvonás)
- Comparire il ciel m’ha stretto – Giacomo áriája (második felvonás)
- Quale al più fido amico – VII. Károly áriája (harmadik felvonás)
- Speme al vecchio ora una figlia – Giacomo áriája (harmadik felvonás)

## Diszkográfia
Montserrat Caballé (Johanna), Plácido Domingo (VII. Károly), Sherrill Milnes (Giacomo) stb.; Ambrosian Operakórus, Londoni Szimfonikus Zenekar, vez.: James Levine (1972) EMI 0 88219 2